# Площина (Нижньосілезьке воєводство)
Площина (пол. Płoszczyna, нім. Flachenseiffen) — село в Польщі, у гміні Єжув-Судецький Єленьоґурського повіту Нижньосілезького воєводства.
Населення — 319 осіб (2011).
У 1975-1998 роках село належало до Єленьоґурського воєводства.

## Демографія
Демографічна структура станом на 31 березня 2011 року:
|          | Загалом | Допрацездатний вік | Працездатний вік | Постпрацездатний вік |
| -------- | ------- | ------------------ | ---------------- | -------------------- |
| Чоловіки | 158     | 32                 | 119              | 7                    |
| Жінки    | 161     | 34                 | 100              | 27                   |
| Разом    | 319     | 66                 | 219              | 34                   |